# Rex (Adelsgeschlecht)

Wappen derer von Rex

Rex ist der Name eines alten obersächsischen Adelsgeschlechts. Die Herren von Rex gehören zum Meißnischen Uradel. Zweige der Familie bestehen bis heute.

## Geschichte

### Herkunft
Erstmals erwähnt wird das Geschlecht mit Albertus von Riguz in Laucha an der Unstrut, der zwischen 1186 und 1190 urkundlich erscheint und wohl Herr der Burg Regis war. Die Stammreihe beginnt mit Heinrich de Reciz, der 1203 urkundlich genannt wird. Nach Kneschke gehören auch der 1376 als Schirmvogt des Klosters Posa auftretende Ulrich Rex und der 1380 als Hauptmann zu Eisenberg erscheinende Günther von Reckes zur Familie.
Die Schreibweise des Namens variiert von Recis und Recisz, Rekus und Regkus, später auch Rexse, Rexe, Recks, Rexs zu Rex. Stammhaus der Familie war Regis, die heutige Kleinstadt Regis-Breitingen im Landkreis Leipzig. Die dortige Burg wurde 1382 zerstört. In älterer Literatur wird auch Röcken, heute Ortsteil der Stadt Lützen bei Leipzig, als Stammsitz genannt.

### Ausbreitung und Linien
Der Hauptstammsitz des Geschlechts wurde später das Rittergut Pobles, früher auch Boblas, das bereits 1493 Bartholomäus von Rex besaß. Weitere Besitzungen waren unter anderem Görschen, Schloss Blankenhain (1703–1747), Kreischa und Schalkendorf bei Merseburg. Im späteren Königreich Sachsen besaß die Familie ab 1837 kurzzeitig die Güter Oelzschau und Kömmlitz, beide in der Nähe von Rötha. In Sachsen breitete sich die Familie in mehreren Linien aus und gelangte auch ins benachbarte Brandenburg. Zahlreiche Angehörige traten in kursächsische bzw. königlich sächsische sowie in königlich preußische Militärdienste.

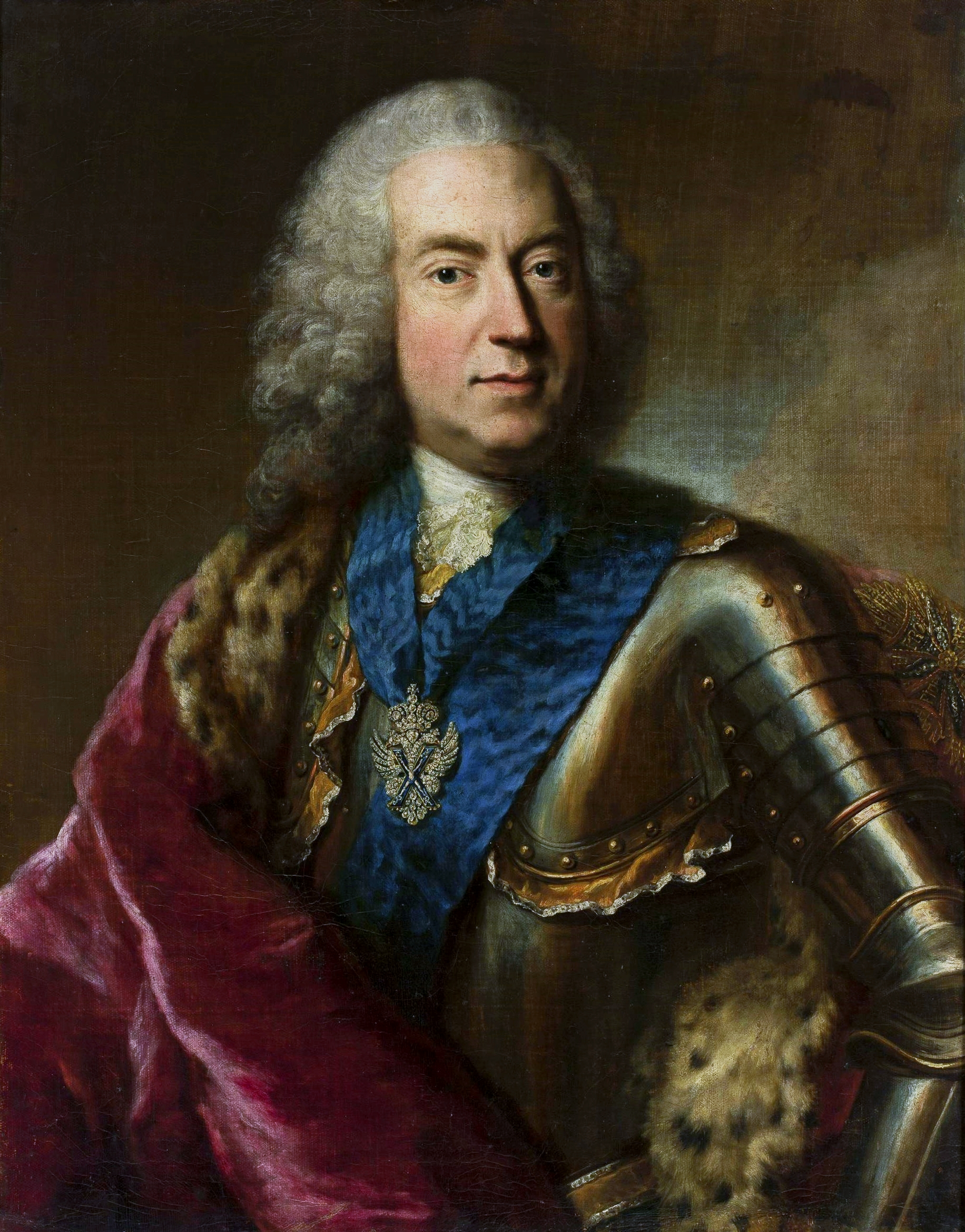
Carl August Graf von Rex (1701–1768), kursächsischer Kabinettsminister

Die Grafen von Rex stammen aus dem Hauptstammsitz Pobles, deren nächster Stammvater Carl Rex (1660–1716) war. Sein Sohn aus der Ehe mit Maria von Etzdorf aus dem Hause Reuden, Wolf von Rex, Herr auf Pobles, Kreischa und Blankenhain, Oberhofmeister der Königin von Polen und Kurfürstin von Sachsen Christiane Eberhardine und Obersteuereinnehmer und Vice-Oberhofrichter zu Leipzig, heiratete in erster Ehe 1668 Catharina Elisabeth von Muschwitz († 1695), der Erbin von Waltersdorf. In zweiter Ehe war er mit Christiane Elisabeth von Neitschütz (1680–1739) verheiratet.
Carl August von Rex (1701–1768), kurfürstlich sächsischer Kabinetts- und Konferenzminister, sein Sohn aus zweiter Ehe, wurde ebenfalls Oberhofmeister von Königin Christiane Eberhardine, der Ehefrau von August dem Starken. Deren Sohn Friedrich August II. erhob ihn 1741 – in seiner Eigenschaft als Reichsvikar – in den Reichsgrafenstand. Carl August von Rex war seit 1729 mit Johanna Sophia Freiin von Meusebach (1711–1776) vermählt. Sie hinterließen nur eine Tochter Johanna Friederika Carolina Gräfin von Rex (1750–1803), die 1774 den Grafen Peter Friedrich von Hohenthal (1735–1819), kursächsischer Geheimrat und Gesandter am Reichstag zu Regensburg, heiratete. Mit ihrem Tod 1803 erlosch diese gräfliche Linie.

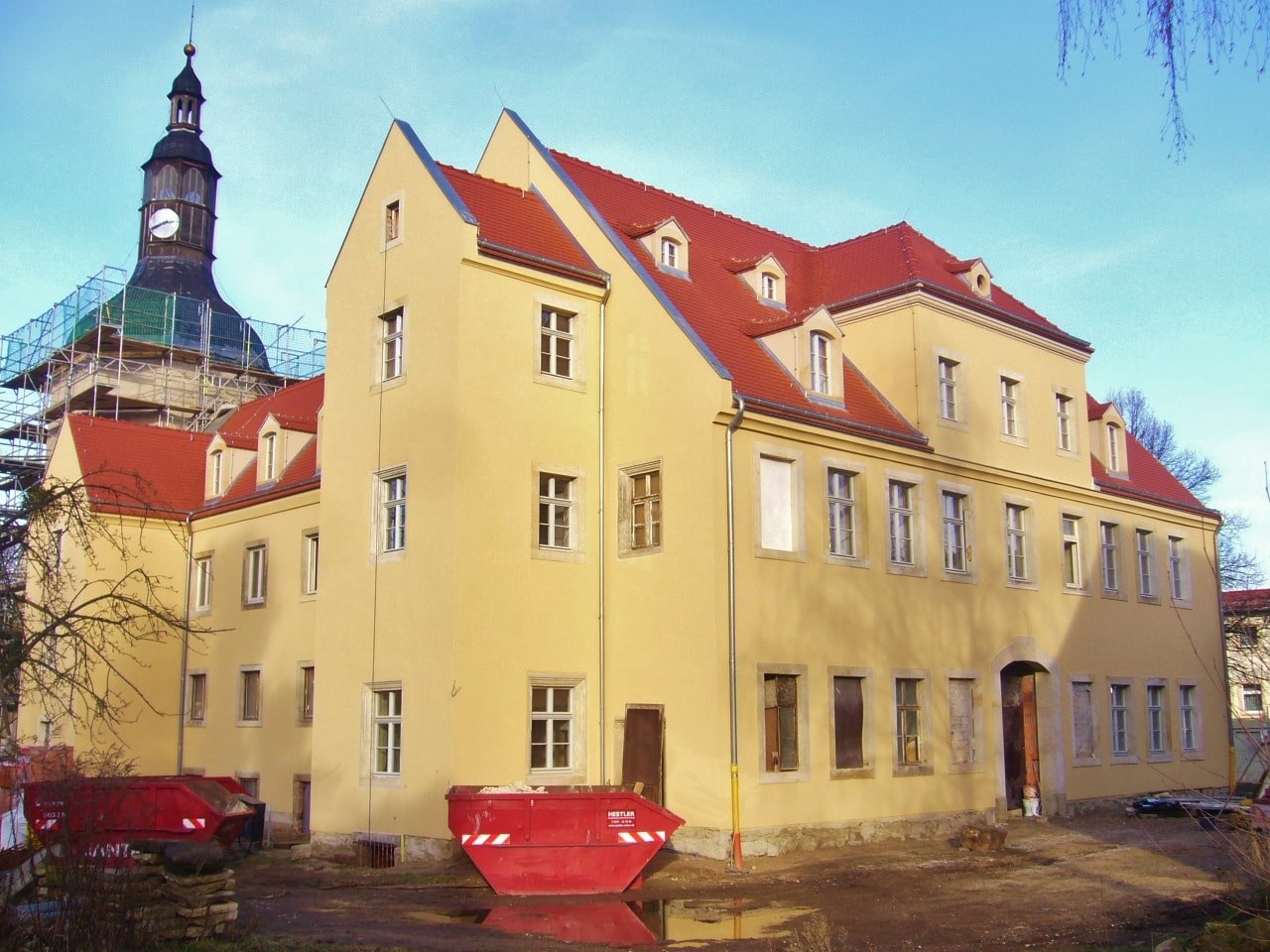
Schloss Zehista (2012)

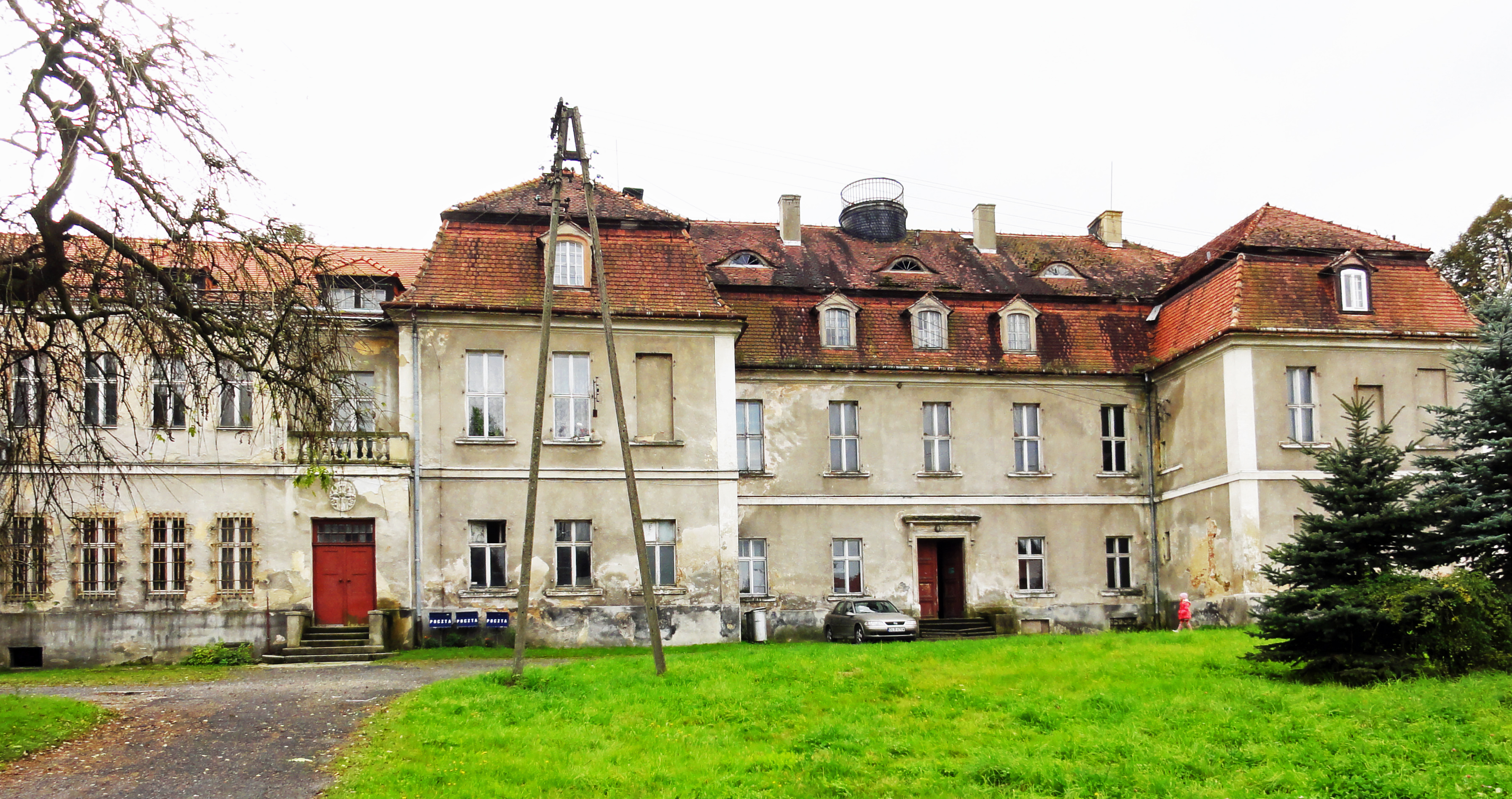
Schloss Ober-Örtmannsdorf (2012)

Sein Sohn aus erster Ehe Hans Caspar von Rex (1689–1737), Herr auf Uckro, Paserin, Pickel, Waltersdorf und Sorga, kursächsischer und sachsen-merseburgischer Geheimrat und Oberamts-Regierungspräsident der Niederlausitz, vermählte sich 1717 in erster Ehe mit Johanna Sophie von Dahm (1698–1734), der letzten Angehörigen dieses alten niederlausitzischen Adelsgeschlechts. In zweiter Ehe war er 1737 mit Auguste Wilhelmine von Bissing († 1743) verheiratet. Der aus erster Ehe 1730 geborene Johann Caspar Gottlob Graf von Rex besaß bei der Wahl und Krönung Joseph II. zum römischen König das Reichs-Erbtürhüteramt. Aus seiner 1766 geschlossenen Ehe mit Johanna Elisabeth Wilhelmine von Schönberg (* 1743) aus dem Hause Pfaffroda, verwitwete Freifrau von Spörken (gestorben um 1810 als in dritter Ehe vermählte Gräfin von Hopfgarten), entspross Carl Alexander Graf von Rex (1780–1849). Er war königlich sächsischer Kammerherr und minores praebendati des Domkapitels zu Naumburg. Mit seiner Ehefrau Therese von Nostiz aus dem Hause Oppach, setzte er den Stamm in der gräflichen Linie fort.
Aus dieser Ehe stammen zwei Söhne, die Grafen Carl Caspar und Alexander Caspar. Carl Caspar Graf von Rex, Herr auf Ober-Oertmannsdorf am Queis bei Lauban, wurde königlich sächsischer Kammerherr und Oberleutnant. Er heiratete 1856 Margaretha von Metzradt, Herrin auf Hermsdorf und Zedlitz im Königreich Sachsen. Alexander Caspar Graf von Rex, Herr auf Zehista bei Pirna, wurde königlich sächsischer Kammerherr und Leutnant. Er heiratete 1852 Olga von Wöhrmann (1830–1890), die Tochter des Unternehmers Johann Christoph Wöhrmann. Zehista blieb von 1820 bis zur Enteignung 1945 im Besitz der Familie.
Aus der in Preußen ansässigen Linie wurde ein Angehöriger 1806 Hauptmann im preußischen 1. Bataillon der Leibgarde und nahm 1812 als Oberstleutnant seinen Abschied. Karl August Wilhelm von Rex (1774–1834) erwarb in der Schlacht von Ligny 1815 das Eiserne Kreuz und verstarb als preußischer Generalmajor. Zwei seiner Söhne schlugen ebenfalls eine Offizierskarriere ein. Rudolf Franz Kurt (1817–1892) brachte es zum Generalleutnant und Hermann Gustav Clemens (1820–1886) zum Generalmajor in der Preußischen Armee.
Ein am 25. April 1905 zu Dresden gestifteter Gräflich von Rex und von Rex’scher Familienverband wurde am 15. Oktober 1967 neu begründet als Familienverband der Grafen und Herren von Rex.

### Standeserhebungen
Im Laufe der Zeit sind an das Geschlecht zahlreiche Standeserhebungen gekommen.
Aus der Linie Pobles erhielt Carl August von Rex, auf Pobles und Kayna, königlich polnischer und kurfürstlich sächsischer Wirklicher Geheimer Rat und Kabinettsminister, am 9. Dezember 1741 von Kurfürst Friedrich August II. als Reichsvikar den Reichsgrafenstand. Am 29. Januar 1742 erfolgte für ihn die kurfürstlich sächsische Notifikation.
Aus der Linie Waltersdorf erhielt am 18. Oktober 1764 zu Wien Johann Gottlob Caspar von Rex, auf Waltersdorf und Belgershain, kurfürstlich sächsischer Kammerherr und Reisemarschall, den Reichsgrafenstand mit der Anrede Hoch- und Wohlgeboren. Eine kurfürstlich sächsische Anerkennung erfolgte am 23. März 1765.
Carl Graf von Rex, auf Oberörtmannsdorf (heute Szyszkowa) in Schlesien und Zedlitz bei Borna in Sachsen, königlich sächsischer Kammerherr und Major a. D., Mitglied der ersten Kammer der Ständeversammlung des Königreiches Sachsen, Domherr zu Meißen und Propst von Bautzen wurde am 29. Dezember 1904 unter der Nummer 158 in das königlich sächsische Adelsbuch eingetragen. Eine Eintragung für seinen Neffen Egon Graf von Rex, auf Zehista bei Pirna, königlich sächsischer Kammerherr, Rittmeister z. D. und Mitglied der Ersten Kammer Ständeversammlung des Königreiches Sachsen erfolgte unter der Nummer 159.

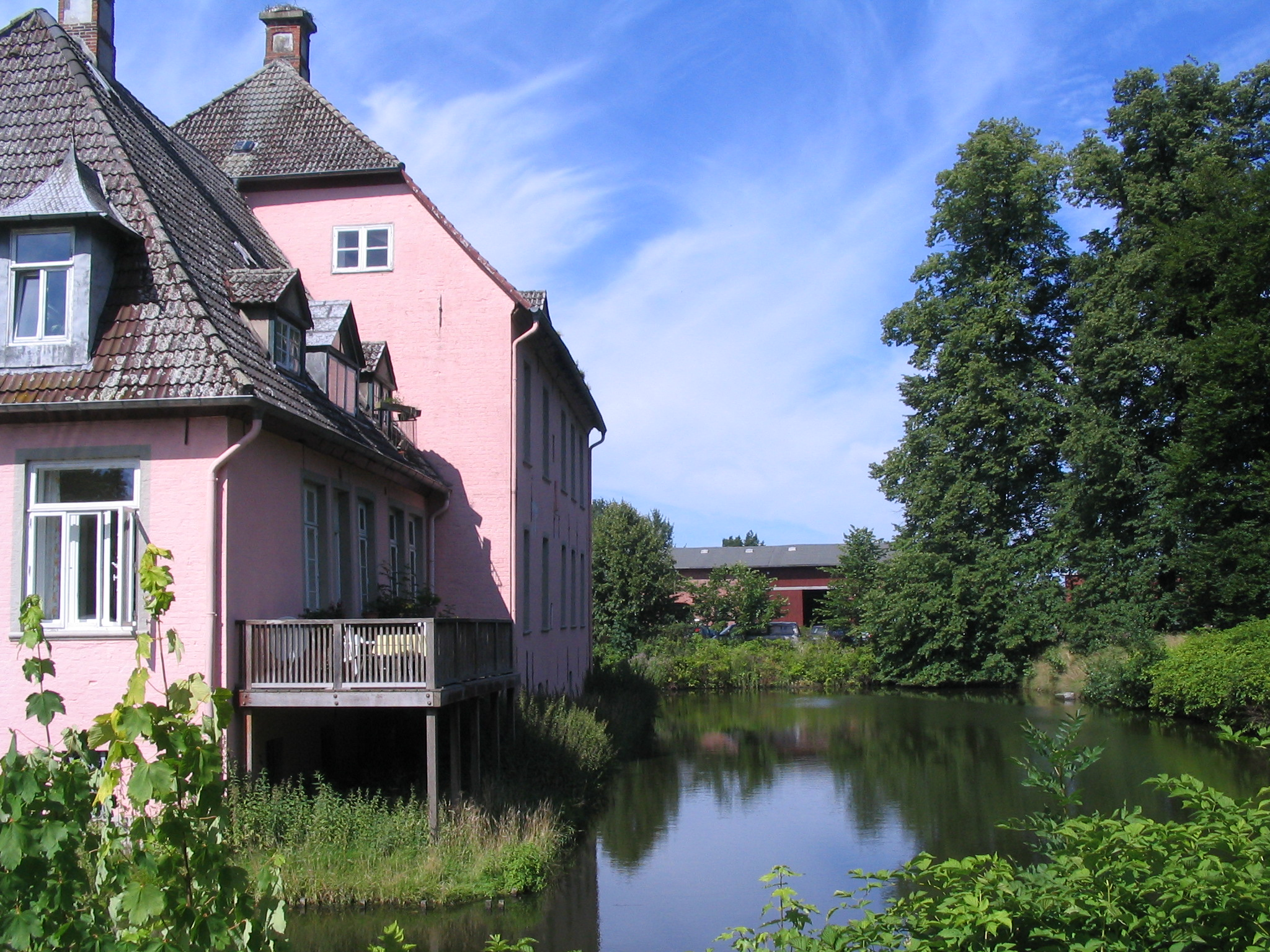
Dammgut Ritterhude (2012)

Aus der Linie Blankenhain wurde Gustav von Rex aus dem Haus Rothvorwerk, preußischer Generalleutnant z.D., am 22. Januar 1909 in das königlich sächsische Adelsbuch unter der Nummer 301 eingetragen. Sein Sohn Gustav Adolf von Rex, preußischer Hauptmann a. D. und verheiratet mit Erna von Gröning, auf Ritterhude bei Bremen und deren Nachkommen (Deszendenz), erhielt am 26. April 1930 zu Berlin nach einer Entscheidung der Abteilung für adelsrechtliche Fragen, eine adelsrechtliche Nichtbeanstandung durch Erlass des preußischen Justizministeriums vom 28. Februar 1923 zu Berlin genehmigte Namensführung von Rex von Gröning. Dieser Zweig ist bis heute auf dem Dammgut Ritterhude ansässig.

## Wappen

### Stammwappen
Das Stammwappen zeigt in Gold zwischen drei aus einem grünen Dreiberg wachsenden geästeten grünen Stämmen zwei rote Rosen mit goldenen Butzen. Auf dem Helm mit rot-goldenen Helmdecken das Schildbild.

### Gräfliches Wappen (1741)
Das reichsgräfliche Wappen von 1741 zeigt den Stammschild mit drei Helmen. Auf dem rechten Helm mit rot-silbernen Helmdecken der wachsende linkssehende gekrönte, goldbewehrt und goldbezungte polnische Adler, in der Mitte der Stammhelm, auf dem linken Helm mit rot-silbernen Helmdecken ein wachsender goldgekrönter und goldgezungter roter Leopard. Als Schildhalter zwei goldbewehrt und goldgezungte rote Leoparden.

### Gräfliches Wappen (1764)
Das reichsgräfliche Wappen von 1764 zeigt den Stammschild mit drei Helmen mit rot-goldenen Helmdecken. Auf dem rechten Helm ein goldgekrönter und bewehrter, rotgezungte Adler, in der Mitte der Stammhelm, auf dem linken Helm ein goldgekrönter roter Leopard. Als Schildhalter zwei vorwärtssehende rote Leoparden.

## Bekannte Familienmitglieder
- Carl Rex (1660–1716), königlich-polnischer und kurfürstlich-sächsischer Geheimer Rat und Oberhofmeister der Königin
- Carl August Graf von Rex (1701–1768), kursächsischer Kabinettsminister, Konferenzminister, Geheimer Rat und Kanzler
- Friedrich Wilhelm von Rex (1705–1763), kursächsischer Generalleutnant
- Karl August Wilhelm von Rex (1774–1834), preußischer Generalmajor
- Rudolf von Rex (1817–1892), preußischer Generalleutnant
- Hermann von Rex (General, 1820) (1820–1886), preußischer Generalmajor
- Hermann von Rex (General, 1821) (1821–1901), sächsischer Generalleutnant
- Karl von Rex (1825–1905), Domherr zu Meißen und Propst von Bautzen, königlich-sächsischer Kammerherr
- Gustav von Rex (1845–1931), preußischer Generalleutnant
- Egon Karl Kaspar von Rex (1854–1912 ebenda), sächsischer Politiker, Kammerherr und Rittergutsbesitzer
- Arthur Alexander Kaspar von Rex (1856–1926), deutscher Botschafter
- Rudolph Carl Kaspar von Rex (1858–1916), sächsischer Wirklicher Geheimrat, a. o. G. u. b. Minister,[4]  auf Schloss Zedtlitz
- Kurt von Rex (1863–1947), preußischer Generalmajor